# Solpugiba svatoshi
Solpugiba svatoshi är en spindeldjursart som beskrevs av Roewer 1934. Solpugiba svatoshi ingår i släktet Solpugiba och familjen Solpugidae. Inga underarter finns listade i Catalogue of Life.